# 300

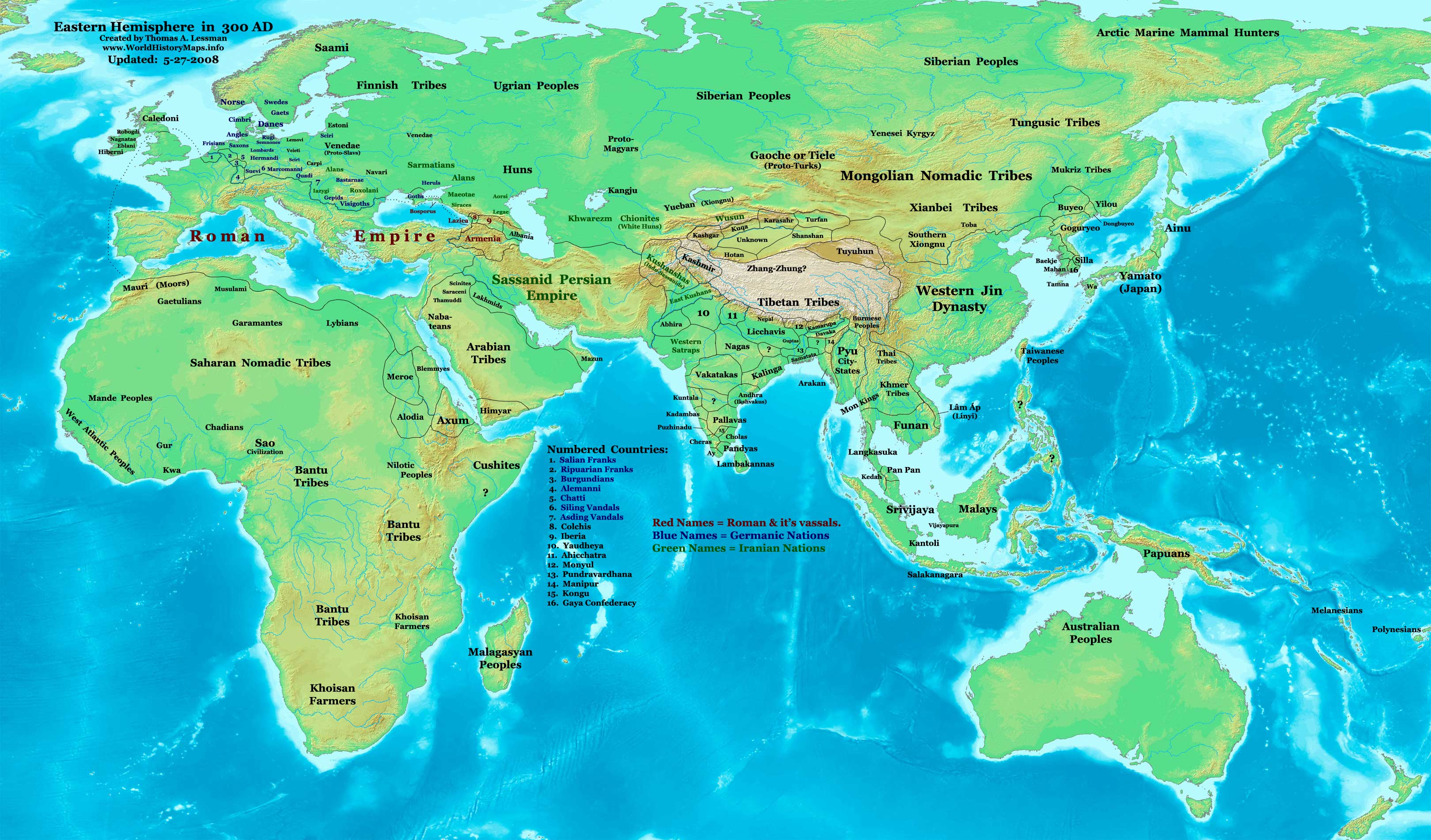
Lumea în anul 300

## Evenimente
- Se îmcheie Perioada Yayoi în Japonia (cca. 300 î.Hr. - cca. 300). Urmează Perioada Kofun.

## Nașteri
- dată necunoscută: Papa Silvestru I  (d. 335)
- dată necunoscută: Papa Ștefan I  (d. 257)
- dată necunoscută: Papa Marcu  (d. 336)
- dată necunoscută: Papa Eutichie  (d. 283)
- dată necunoscută: Papa Felix I  (d. 274)
- dată necunoscută: Sfânta Agnes martiră creștină (d. ?)
- dată necunoscută: Sfântul Cristofor  (d. 251)
- dată necunoscută: Blasiu de Sebastia  (d. 316)
- dată necunoscută: Flavius Valerius Severus împărat roman (d. 307)
- dată necunoscută: Volusianus  (d. 253)
- dată necunoscută: Vincențiu  (d. 304)
- dată necunoscută: Eusebiu de Nicomidia episcop al Nicomidiei, apoi arhiepiscop al Constantinopolului (d. 341)
- dată necunoscută: Valerius Valens  (d. 317)
- dată necunoscută: Macarie Egipteanul  (d. 391)
- dată necunoscută: Sfântul Dimitrie militar și martir creștin (d. 306)
- dată necunoscută: Sfântul Alban  (d. 305)
- dată necunoscută: Erasmus din Antiohia  (d. 303)
- dată necunoscută: Teodor Tiron  (d. 306)
- dată necunoscută: Petru I al Alexandriei  (d. 311)
- dată necunoscută: Saturnin de Toulouse  (d. 257)
- dată necunoscută: Anastasia din Sirmium  (d. 304)
- dată necunoscută: Agatius sfânt crestin (d. 303)
- dată necunoscută: Herennia Etruscilla  (d. 251)
- dată necunoscută: Sfântul Chiriac  (d. 303)
- dată necunoscută: Sfânta Tatiana martiră creștină (sec. al III-lea) (d. 226)
- dată necunoscută: Mitrofan al Bizanțului episcop al Bizanțului (d. 326)
- dată necunoscută: Ablabius (consul)  (d. 338)
- dată necunoscută: Ipatie din Gangra  (d. 350)
- dată necunoscută: Pelaghia din Tars sfântă muceniță creștină (d. ?)
- dată necunoscută: Genesius din Roma  (d. ?)
- dată necunoscută: Rufin al Bizanțului  (d. 293)
- dată necunoscută: Bonifaciu din Tars martir creștin (d. 290)
- dată necunoscută: Probie al Bizanțului  (d. 306)
- dată necunoscută: Maximilian din Celje sfânt austriac (d. 284)
- dată necunoscută: Protan și Iachint martiri creștini din perioada persecuțiilor anticreștine ale împăratului Valerian (257-259 d.Hr.) (d. 250)
- dată necunoscută: Dacian (prefect)  (d. ?)
- dată necunoscută: Nestor din Salonic  (d. 306)
- dată necunoscută: Vasile cel Bătrân  (d. 350)
- dată necunoscută: Hermes de Bononia  (d. ?)

## Decese
- dată necunoscută: Galenus  (n. ?)
- dată necunoscută: Sextus Empiricus filozof grec (n. ?)
- dată necunoscută: Achilleus Tatios  (n. ?)
- dată necunoscută: Babrios  (n. ?)
- dată necunoscută: Bhāsa  (n. 200)
- dată necunoscută: Silbannacus  (n. ?)
- dată necunoscută: Hyginus mythographus  (n. ?)
- dată necunoscută: Priscus (uzurpator)  (n. ?)
- dată necunoscută: Antonia Gordiana  (n. 201)
- dată necunoscută: Paraschevi din Iconium  (n. ?)